# Jorge Franco Alviz
Jorge Franco Alviz (Burguillos del Cerro, 29 de outubro de 1993) é um futebolista profissional espanhol que atua como meia.

## Carreira
Burgui começou a carreira no Real Madrid Castilla.